# Elaphria atrisecta
Elaphria atrisecta là một loài bướm đêm trong họ Noctuidae.